# Prêmio da Música Brasileira de 2017
O Prêmio da Música Brasileira de 2017 foi a 28ª edição da premiação. A cerimônia de entrega da premiação foi realizada em 19 de julho, no Theatro Municipal do Rio de Janeiro.
O cantor Ney Matogrosso foi o grande homenageado da noite.

## Categorias

### Canção popular
| Categoria      | Vencedor                              | Indicados                                                              |
| -------------- | ------------------------------------- | ---------------------------------------------------------------------- |
| Melhor Álbum   | Elza Soares — Elza canta e chora Lupi | - Odair José — Gatos e ratos - Saulo Duarte e a Unidade — Cine ruptura |
| Melhor Cantor  | Odair José                            | - Luiz Caldas - Romero Ferro                                           |
| Melhor Cantora | Ivete Sangalo                         | - Ellen Oléria - Elza Soares                                           |
| Melhor Grupo   | Saulo Duarte e a Unidade              | - Roupa Nova - Samuca e a Selva                                        |
| Melhor Dupla   | Zezé di Camargo & Luciano             | - Leonardo e Eduardo Costa - Milionário e Marciano                     |

### Especiais
| Categoria                          | Vencedor                                                    | Indicados |
| ---------------------------------- | ----------------------------------------------------------- | --- |
| Melhor Álbum em Língua Estrangeira | Alessandra Maestrini — Yentl em concerto                    | - Ed Motta — Perpetual gateways - Ritchie e Black Tie — Old friends (the songs of Paul Simon)                   |
| Melhor Álbum Infantil              | Orquestra Petrobras Sinfônica — Os saltimbancos sinfônico   | - Farra dos Brinquedos — Farra dos Brinquedos - Pequeno Cidadão — Vem dançar                                    |
| Melhor Álbum Eletrônico            | Craca e Dani Nega — Craca, Dani Nega e o dispositivo tralha | - Retalho — Incerteza - Projeto CCOMA — Subtropical temperado                                                   |
| Melhor Álbum Erudito               | Maria Teresa Madeira — Ernesto Nazareth integral            | - Orquestra Ouro Preto — Latinidade, música para as Américas - Quarteto Radamés Gnatalli — Radamés toca Radamés |
| Melhor Álbum Projeto Especial      | Zé Manoel — Delírio de um romance a céu aberto              | - Alceu Valença — A luneta do tempo - Vários artistas — Irineu de Ameida e o oficleide 100 anos depois          |
| Melhor DVD                         | Alice Caymmi — Rainha dos raios ao vivo                     | - Zé Renato, Moacyr Luz, Jards Macalé e Guinga — Dobrando a Carioca - Vários artistas — A democracia da madeira |

### Regionais
| Categoria      | Vencedor                         | Indicados                                                    |
| -------------- | -------------------------------- | ------------------------------------------------------------ |
| Melhor Álbum   | Alberto Salgado — Cabaça de Água | - Alceu Valença — Vivo! Revivo! - Valdir Santos — Celebração |
| Melhor Cantor  | Alceu Valença                    | - Alberto Salgado - Raymundo Sodré                           |
| Melhor Cantora | Ana Paula da Silva               | - Dona Onete - Socorro Lira                                  |
| Melhor Grupo   | Grupo Rodeio                     | - Grupo Serelepe - Viola Quebrada                            |
| Melhor Dupla   | Zé Mulato & Cassiano             | - Caju & Castanha - Craveiro & Cravinho                      |

### Pop/rock/reggae/hip-hop/funk
| Categoria      | Vencedor                           | Indicados                                       |
| -------------- | ---------------------------------- | ----------------------------------------------- |
| Melhor Álbum   | Tom Zé — Canções eróticas de ninar | - Luiz Tatit — Palavras e sonhos - Céu — Tropix |
| Melhor Cantor  | Rael                               | - Silva - Zeca Baleiro                          |
| Melhor Cantora | Maria Gadú                         | - Céu - Larissa Luz                             |
| Melhor Grupo   | BaianaSystem                       | - Metá Metá - O Terno                           |

### MPB
| Categoria      | Vencedor                                      | Indicados                                                               |
| -------------- | --------------------------------------------- | ----------------------------------------------------------------------- |
| Melhor Álbum   | Lenine e Martin Fondse Orchestra — The bridge | - Maria Bethânia — Abraçar e agradecer - Patricia Bastos — Batom bacaba |
| Melhor Cantor  | Lenine                                        | - João Fenix - Vidal Assis                                              |
| Melhor Cantora | Maria Bethania                                | - Patricia Bastos - Zizi Possi                                          |
| Melhor Grupo   | MPB4                                          | - Quarteto em Cy - Tão do Trio                                          |

### Samba
| Categoria      | Vencedor                       | Indicados                                                                                          |
| -------------- | ------------------------------ | -------------------------------------------------------------------------------------------------- |
| Melhor Álbum   | Pedro Miranda — Samba original | - Martinho da Vila — De bem com a vida - Zeca Pagodinho — O quintal do Pagodinho: Ao vivo - Vol. 3 |
| Melhor Cantor  | Zeca Pagodinho                 | - Martinho da Vila - Pedro Miranda                                                                 |
| Melhor Cantora | Roberta Sá                     | - Mart'nália - Teresa Cristina                                                                     |
| Melhor Grupo   | Casuarina                      | - Galocantô - Grupo Bongar                                                                         |

### Instrumental
| Categoria      | Vencedor                                                  | Indicados                                                                       |
| -------------- | --------------------------------------------------------- | ------------------------------------------------------------------------------- |
| Melhor Álbum   | Letieres Leite e Orkestra Rumpilezz — A saga da travessia | - Hamilton de Holanda — Alegria - Anat Cohen e Marcello Gonçalves — Outra coisa |
| Melhor Solista | Toninho Ferragutti                                        | - Hamilton de Holanda - Mestrinho                                               |
| Melhor Grupo   | Letieres Leite e Orkestra Rumpilezz                       | - Banda Mantiqueira - Trio Madeira Brasil                                       |

### Outros
| Categoria             | Vencedor                                                                         | Indicados |
| --------------------- | -------------------------------------------------------------------------------- | --- |
| Melhor Canção         | Tom Zé — Descaração familiar                                                     | - Carol Naine — Dizputa - Zeca Pagodinho Arlindo Cruz e Marcelinho Moreira — Nunca mais vou jurar                             |
| Revelação             | BaianaSystem                                                                     | - Liniker e os Caramelows - Vidal Assis                                                                                       |
| Melhor Projeto Visual | Giovanni Bianco, por Amor Geral, de Fernanda Abreu                               | - Filipe Cartaxo, por Duas cidades, de BaianaSystem - Mário Niveo, por Jardim pomar, de Nando Reis                            |
| Melhor Arranjador     | Letieres Leite, por "A saga da travessia, de Letieres Leite e Orkestra Rumpilezz | - Luis Felipe de Lima, por Samba original, de Pedro Miranda - Zé Manoel, por Delírio de um romance a céu aberto, de Zé Manoel |